# Безопасность без границ
«Безопасность без границ» (иер. трад. 摩登保鑣, упр. 摩登保镳, кант.-рус.: Мо тан поу пиу, англ. Security Unlimited) — гонконгская кинокомедия 1981 года режиссёра и соавтора сценария Майкла Хёя. В гонконгском кинопрокате стала кассовым хитом как среди своих, так и иностранных кинофильмов. В плане критики картина удостоилась положительных рецензий.

## Сюжет
Чау Сайчхён, начальник частной гонконгской охранной конторы, обучает новобранцев необычным методам, таким как применение электрического коврика, прыжок с парашютом с горящего здания и контратакующая стрельба. За ним тайно наблюдает рекрут Фань и невпечатлённый его работой хозяин конторы, который понижает Сайчхёна в должности и продвигает по службе Сэма, ассистента Сайчхёна, а Фаня назначает новым начальником. Под руководством Сэма Сайчхён и новобранец Брюс Тан проходят через множество злоключений, в том числе преследуя безбилетных пассажиров на прогулочной яхте. Брюс впоследствии влюбляется в одну из безбилетных. Наконец, все они оказываются впутанными в заговор по краже одного из самых ценных сокровищ Китая с выставки в Гонконге и в пропажу части государственных денег, которые работники конторы взялись охранять.

## Актёрский состав
- Майкл Хёй — Чау Сайчхён
- Сэм Хёй — Сэм
- Рики Хёй — Брюс Тан
- Мэрилинн Вон[кит.] — Чань
- Стэнли Фун[англ.] — Фань
- Чань Син — лидер грабителей
- Лэй Хойсан[англ.] — грабитель
- Фун Фун[англ.] — инструктор по вождению
- Чан Чхолам[фр.] — притворяющийся трупом

## Кассовые сборы
Гонконгская премьера на больших экранах состоялась 30 января 1981 года. За суммарные 37 дней (до 7 марта 1981 года) фильм собрал в прокате 17 769 048 гонконгских долларов и благодаря этой сумме стал самым кассовым фильмом в гонконгском кинопрокате за 1981 год.

## Отзывы
Борис Хохлов (HKCinema.ru): 
...в лучших традициях братьев Хуи, это «разболтанная» и весьма простая сюжетно, но очень смешная комедия.

Эндрю Сароч (Far East Films): 
Гораздо более тонкая, чем Чжоу Синчи, но, несомненно, такая же смешная, «Безопасность без границ» — отличное ознакомление с миром братьев Хёй.

## Награды
1-я Гонконгская кинопремия (1982):
- Лучшая мужская роль — Майкл Хёй

## Комментарии
1. ↑  Второй режиссёр.